# وليام رامزي

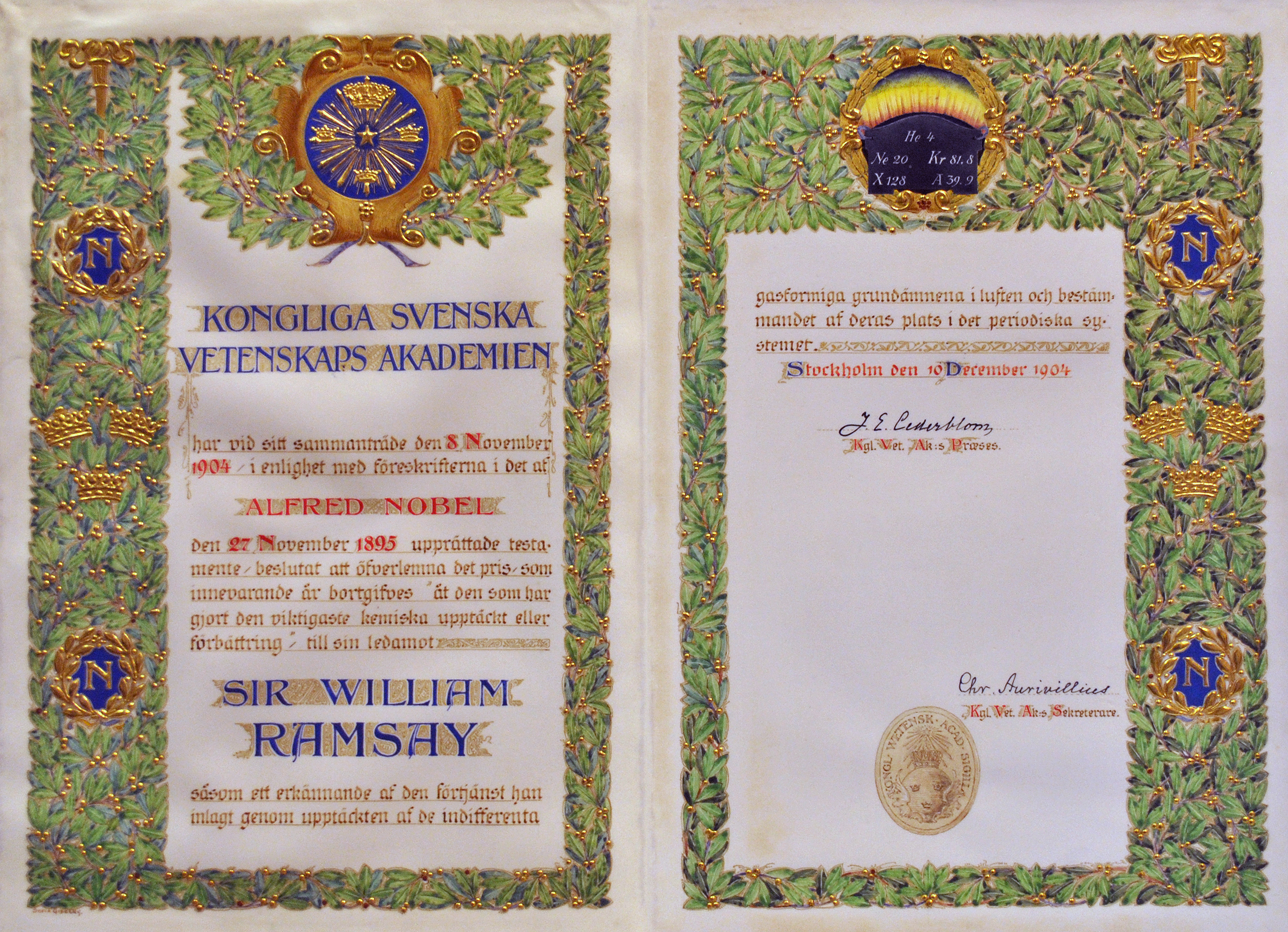
شهادة جائزة نوبل وليام رامزي

وليام رامزي (بالإنجليزية: William Ramsay)‏ هو كيميائي بريطاني اكتشف الهيليوم سنة 1895. ولد في 2 أكتوبر 1852 في غلاسكو وتوفي في 23 يوليو 1916.
درس في جامعة غلاسكو تحت إشراف توماس اندرسون. انتقل بعد ذلك إلى ألمانيا ودرس في جامعة توبنجن التي تحصل فيها على شهادة الدكتوراة. عاد بعد ذلك إلى اسكتلندا حيث عمل في معهد اندرسون كمساعد لتوماس اندرسون. عين سنة 1879 بوفسورا في جامعة بريستول. في سنة 1881 أصبح مديرا للجامعة.
قام بالاشتراك مع العالم موريس ترافرز باكتشاف عناصر الأرغون والنيون والكريبتون والزينون. نال جائزة نوبل في الكيمياء لبحوثه في انبعاث الراديوم سنة 1904.

## روابط خارجية
- وليام رامزي على موقع الموسوعة البريطانية (الإنجليزية)
- وليام رامزي على موقع إن إن دي بي (الإنجليزية)